# Естерел (Квебек)
Естерел (фр. Estérel) је град у Канади у покрајини Квебек. Према резултатима пописа 2011. у граду је живело 199 становника.

## Становништво
Према резултатима пописа становништва из 2011. у граду је живело 199 становника, што је за 22,3% мање у односу на попис из 2006. када је регистровано 256 житеља.
| 2006. | 2011. |
| ----- | ----- |
| 256   | 199   |